# Калиновский (Ставропольский край)
Кали́новский — хутор в Кочубеевском районе (муниципальном округе) Ставропольского края России.
До 16 марта 2020 года входил в состав сельского поселения Ивановский сельсовет.

## География
Расстояние до краевого центра: 64 км.
Расстояние до районного центра: 23 км.

## Население
| 1989 | 2002 | 2010 | 2014 |
| ---- | ---- | ---- | ---- |
| 248  | ↗332 | ↗358 | ↘300 |

По данным переписи 2002 года в национальной структуре населения русские составляли 56 %.

## Культовые сооружения
У западной окраины хутора находится общественное открытое кладбище.